# Steroly

Struktura cholesterolu

Steroly jsou organické chemické látky ze skupiny steroidů, které mají ve své struktuře v poloze 3 hydroxylovou skupinu a v poloze 17 alifatický postranní řetězec. Steroly se běžně vyskytují v buňkách hub (mykosteroly), rostlin (fytosteroly), živočichů (zoosteroly) i člověka.
Do skupiny sterolů patří celá řady fyziologicky významných látek, např.:
- cholesterol
- ergosterol (provitamin D)
- stigmasterol
- koprostanol
- sitosterol

Za výzkum struktury sterolů a jejich vztah k vitamínům, získal Adolf Otto Reinhold Windaus v roce 1928
Nobelovu cenu za chemii.
Fytosterolům je přisuzován pozitivní zdravotní účinek, neboť jejich vyšší obsah ve stravě redukuje hladinu celkového cholesterolu i LDL cholesterolu v krvi.